# بوفالو (مقاطعة ماركيت)
بوفالو، مقاطعة ماركيت (بالإنجليزية: Buffalo, Marquette County, Wisconsin)‏ هي بلدة تقع بولاية ويسكونسن في الولايات المتحدة. تبلغ مساحتها 127.6 (كم²)، وترتفع عن سطح البحر 258 م، بلغ عدد سكانها 1085 نسمة في عام 2000 حسب إحصاء مكتب تعداد الولايات المتحدة وتصل الكثافة السكانية فيها 8.6 نسمة/كم2.

## وصلات خارجية
- Town of Buffalo, Marquette County, Wisconsin
- The US50 - Cities and Towns in Wisconsin State
- Wisconsin Cities and Towns, Facts, Map, Flag, Colleges, Government, and More